# Sistema Vial Integrado del Atlántico
El Sistema Integrado Vial del Atlántico es una red vial de rutas provinciales de 1150 km de extensión que se encuentra dentro de la provincia de Buenos Aires, Argentina. Está integrada por las rutas 2, 11, 36, 56, 63, 74 y 88. Mediante esta red se accede a la gran mayoría de las localidades de la costa atlántica bonaerense.

## Historia
Luego de la crisis del 2001, se desencadenó un estado de emergencia por el cual cambiaron las condiciones del contrato de concesión: las empresas Covisur y Caminos del Atlántico, concesionarias de la autovía 2 y la Ruta Provincial 11 respectivamente, sólo se dedicaban a mantenimiento de la autovía sin realizar obras nuevas a cambio de mantener fijas las tarifas de peaje. Esto ocurrió en un contexto en el que aumentaron los precios de los materiales para uso vial.
Dada la necesidad de realizar nuevas obras y la inminente finalización de los contratos de concesión, el gobierno provincial decidió poner en marcha el «Sistema Vial Integrado del Atlántico» en el año 2009, que es un sistema de concesión de varias rutas provinciales que comunican localidades de la costa atlántica con un concesionario único, a diferencia del sistema anterior. Entre otras obras, está previsto el ensanche de la Autovía 2 a tres carriles por sentido de circulación al norte de Dolores y la eliminación de cruces a nivel. Para ello la Legislatura Provincial sancionó una ley en diciembre de 2009. Como el contrato con la empresa Covisur aún no había terminado, el gobierno provincial le extendió el contrato por cuatro años más pero solo en el tramo entre Dolores y Mar del Plata (es decir al sur del km 214 de la autovía 2), percibiendo ingresos por el peaje ubicado en Maipú.
El 30 de junio de 2011 caducó la operación de Covisur al norte de Dolores, haciéndose cargo de la estación de peaje Samborombón la nueva concesionaria Autovía del Mar a partir del día siguiente por un plazo de 30 años. Dicho consorcio está formado por el grupo Eurnekián, Benito Roggio y Esuco, dos de las cuales formaban parte de Covisur. A partir del 1 de diciembre de 2016, se decidió rescindir el contrato con Autovía del Mar, para que las rutas fueran administradas por la empresa estatal AUBASA.